# Долна Градешница
Вижте пояснителната страница за други значения на Градешница.
До̀лна Градѐшница е село в Югозападна България. То се намира в община Кресна, област Благоевград.

## География
Село Долна Градешница се намира в планински район.
Намира се в долината на река Струма. В околностите има много непроучени исторически паметници от римско време. Има и горещ минерален извор. Град Сандански се намира на 10 минути път с кола. Разположената на три километра на изток в Пирин махала Горна Градешница от 1934 година е броена за отделно село, а в 1969 година е заличена.

## История
До 1931 г. Градешница е махала на село Влахи.
В „Етнография на вилаетите Адрианопол, Монастир и Салоника“, издадена в Константинопол в 1878 година и отразяваща статистиката на населението от 1873 година, Грезница (Greznitsa) е посочено като село с 58 домакинства и 100 жители мюсюлмани и 70 българи, а Градешница (Gradechnitsa) с 206 домакинства и 500 жители мюсюлмани.
В 1891 година Георги Стрезов пише за селото:
| „ | Градешница, село по същата посока още 1 час по-далеч; лежи в дол; има твърде плодородна околност. Голяма част от селянете се занимават с дърводелство, 160 къщи; всичките редом са помаци. | “ |

Към 1900 година според статистиката на Васил Кънчов („Македония. Етнография и статистика“) населението на Градешница е 1250 души, от които 300 българи-мохамедани, 700 турци и 250 цигани.
В 1931 година е признато за самостоятелно село с името Градешница, а в 1934 година двете махали са обявени за отделни селища – Горна и Долна Градешница.

## Население

### Етнически състав
Преброяване на населението през 2011 г.
Численост и дял на етническите групи според преброяването на населението през 2011 г.:
|                     | Численост |
| Общо                | 661       |
| Българи             | 648       |
| Турци               | -         |
| Цигани              | 5         |
| Други               | -         |
| Не се самоопределят | -         |
| Неотговорили        | 5         |

## Редовни събития
Всяка година в началото на месец октомври се провежда събор в чест на деня на плодородието.
Всяка година на 6 май се дава курбан в църквата на с. Долна Градешница.